# Bannock (Ohio)
Bannock é um lugar designado pelo censo localizado no condado de Belmont no estado estadounidense de Ohio. No Censo de 2010 tinha uma população de 211 habitantes e uma densidade populacional de 275,23 pessoas por km².

## Geografia
Bannock encontra-se localizado nas coordenadas 40° 06′ 11″ N, 80° 58′ 37″ O. Segundo a Departamento do Censo dos Estados Unidos, Bannock tem uma superfície total de 0.77 km², da qual 0.77 km² correspondem a terra firme e (0%) 0 km² é água.

## Demografia
Segundo o censo de 2010, tinha 211 pessoas residindo em Bannock. A densidade populacional era de 275,23 hab./km². Dos 211 habitantes, Bannock estava composto pelo 100% brancos, o 0% eram afroamericanos, o 0% eram amerindios, o 0% eram asiáticos, o 0% eram insulares do Pacífico, o 0% eram de outras raças e o 0% pertenciam a duas ou mais raças. Do total da população o 0% eram hispanos ou latinos de qualquer raça.